# 정혜전
정혜전(1976년 ~ )은 대한민국의 대통령비서실 대변인이었다.

## 학력
- 안양고등학교 (졸업)
- 연세대학교 상경대학 (응용통계학 / 학사)
- 하버드 대학교 케네디 스쿨 (행정학 / 석사)

## 경력
- 1999: 세계일보 사회부 기자
  - 세계일보 경제부 기자
- 2000.03: 매일경제 증권부 기자
  - 매일경제 유통부 기자
- 2004.04: 조선일보 경제부 기자
- TV조선 정치부 차장
- TV조선 경제부 차장
- TV조선 국제부장
- TV조선 문화부장
- 2017.08: 맥킨지&컴퍼니 대외협력 디렉터
- 2021.10: iHQ 모바일부문장 OTT 상무
- 2023.12~2024.07: 대통령비서실 홍보기획비서관실 선임행정관
- 2024.07~2025.06: 제4대 대통령비서실 대변인

## 방송
- 현장추적 WHY (2011년 12월 11일 ~ 2012년 3월 17일)
- 생생 라이프 (2012년 4월 9일 ~ 2012년 9월 14일)
- 박찬희, 정혜전의 황금펀치 (2012년 9월 17일 ~ 2014년 2월 14일)
- 정치옥타곤
- 정혜전 이봉규 강용석의 황금펀치
- 뉴스를 쏘다 (2015년 6월 1일 ~ 2016년 5월 9일)
- TV조선 뉴스 9 (2016년 10월 31일 ~ 2017년 3월 3일)